# Nefes
Nefes er en alevitisk-bektashitisk genre inden for poesi (digte). Nefes'er er skrevet af alevitiske poeter (âşık) og synges eller reciteres til forskellige alevitiske ceremonier.
Nefes'er har en form der minder om den tyrkiske koşma-stil og anses for at være hellige og guddommeligt inspirerede. Digtene er oftest delt op i 3-7 strofer med 4 vers per strofe og består typisk af 7, 8 eller 11 stavelser. Indholdet omhandler religiøse emner om principielle alevitiske doktriner, historisk-religiøse begivenheder og generelt om det sufistiske tariqah-system.
Nefes-digtene indeholder som regel enderim i form af parrim (AA), krydsrim (ABAB) eller i formen AAAB i et rimskema.
De fleste nefes, som synges i alevitiske cem-ceremonier, tilhører Shāh Khatā'ī eller Pir Sultan Abdal.